# François Olivier
Pour les articles homonymes, voir Olivier (homonymie).
François Olivier, né en 1487 à Paris, et mort le 30 mars 1560 à Amboise, seigneur de Leuville, est un homme politique français. Il est nommé chancelier de France, et garde des sceaux par deux fois, sous François Ier puis par François II. Il fait partie de la faction modérée des catholiques au début des guerres de religion et pourrait faire partie des sympathisants cachés de la Réforme.

## Biographie
Il est le fils de Madeleine Luillier et de Jacques Olivier, premier président du Parlement de Paris, lui-même fils d'un procureur dudit Parlement natif de Bourgneuf (Aunis). Il est le neveu de Mgr Jean Olivier.
Le 14 mai 1538, François Olivier épouse Antoinette de Cerisay, fille de Nicolas de Cerisay, grand bailli de Cotentin. Ils auront cinq enfants.

### Sous FrançoisIer
Il est d'abord attaché au service de Marguerite d'Angoulême, sœur de François Ier, qui lui confie la chancellerie pour son duché d'Alençon, il est probable que ce soit dans l'entourage de celle-là qu'il puisa sa compréhension pour la Réforme protestante.
Devenu conseiller ordinaire de François Ier, celui-ci lui confie des missions d'ordre diplomatique. En particulier, François Olivier est envoyé en février 1542 (lettres de créance du 19 décembre 1541) devant la diète de Spire, comme représentant du roi de France, avec mission de protester pour l'assassinat en Allemagne des ambassadeurs envoyés par la France auprès des Turcs. Il ne réussit pas à convaincre que les pourparlers entre la France et Soliman le Magnifique n'ont pas pour but une alliance mais l'objectif de convaincre les Turcs de ne pas attaquer la Hongrie, la neuvième guerre d'Italie ne peut être évitée.
En 1543, il est nommé Président au Parlement de Paris. Le 28 avril 1545, François Olivier est nommé chancelier de France par le cardinal de Lorraine, il remplace Guillaume Poyet, destitué pour son implication dans le complot visant à ruiner le crédit de Chabot.

### Sous Henri II
Seul ministre de François Ier conservé par Henri II, François Olivier doit faire face à l'inimitié de Diane de Poitiers qui lui reproche une trop grande intransigeance envers les prodigalités de la cour, aussi à sa requête et prétextant une maladie des yeux, Olivier se voit retirer les-dits sceaux, le 2 janvier 1551, qui sont confiés à Jean de Bertrand, nouveau garde des sceaux.

### Sous François II
À la mort de Henri II, le 10 juillet 1559, le cardinal de Lorraine lui rend les sceaux, qu'il garde jusqu'au 2 janvier 1560, ayant perdu la vue.
Il meurt le 30 mars 1560 à Amboise. Son épitaphe a été écrite par le poète de la Pléiade, Jean-Antoine de Baïf.

## Note
Me souvenant de ce mot du feu chancelier Olivier, que les Français semblent des guenons qui vont grimpant contre-mont un arbre, de branche en branche, & ne cessent d'aller jusques à ce qu'elles sont arrivées à la plus haute branche, & y montrent le cul quand elles y sont. (Montaigne: Essais II, 17) 
1. 1 2  Encyclopédie ou dictionnaire raisonné des sciences des arts et des métiers Par Denis Diderot. Volume 15, 1782, (p. 784-785)
2. ↑  « Généalogie d'Olivier, p. 482-486, p. 484 notamment », sur Histoire généalogique et chronologique de la Maison royale de France, t. VI, par les Pères Anselme, Ange et Simplicien, et Honoré Caille du Fourny, aux Libraires associés, à Paris, 1730
3. ↑  Correspondance du Cardinal Jean Du Bellay de 1537 à 1547. Tome 3, publié pour la Société de l'histoire de France, par Rémy Scheurer et Loris Pertis, 2008
4. ↑  Traité préparatif à l'Apologie pour Herodote Par Henri Estienne, Bénédicte Boudou. Vol. 1, 2007. (p. 443)